# 아미클라스
아미클라스(Amyclas)는 그리스 신화에 나오는 라케다이몬의 아들이다. 제우스와 플레이아데스의 하나인 타이게테 사이에서 태어난 라케다이몬은 라코니아 왕 에우로타스의 딸 스파르타와 결혼하여 왕위를 이었으며, 라코니아의 중심 도시에 아내의 이름을 붙여 스파르타라고 부르게 되었다. 에우로타스는 평원에 고인 물을 바다로 흐르게 하여 강줄기를 만들었는데, 이 강을 에우로타스강이라고 부른다. 라케다이몬은 아미클라스와 에우리디케 남매를 두었는데, 에우리디케는 아르고스 왕 아크리시오스의 아내가 되어 다나에를 낳았다. 아미클라스는 스파르타의 왕위를 이었으며, 스파르타 부근에 자신의 이름을 딴 아미클라이라는 도시를 건설하였다. 그는 아폴론과 스틸베 사이에서 태어난 라피토스의 딸 디오메데와 결혼하여 키노르테스, 히아킨토스, 아르갈로스, 하르팔로스 등의 아들과 레아니라, 폴리보이아, 라오다메이아, 다프네 등의 딸을 낳았다. 아폴론의 구애를 피하다 월계수로 변한 다프네는 강의 신 페네오스의 딸이라고도 한다. 아미클라스의 아들 가운데 미소년으로 잘 알려진 히아킨토스는 아폴론의 총애를 받았으나, 아폴론과 원반던지기를 하다가 아폴론이 던진 원반에 맞아 죽었다. 그가 흘린 피가 땅에 스며들어 꽃이 피어났는데, 그의 이름을 따서 히아신스라고 부른다. 히아킨토스와 폴리보이아는 마케도니아의 펠라 왕 피에로스와 뮤즈의 하나인 클리오의 자식들이라는 설도 있다.